# Olympische Sommerspiele 2024/Wasserspringen – 10 m Synchronspringen (Männer)
Das 10-m-Synchronspringen der Männer bei den Olympischen Spielen 2024 in Paris wurde am 29. Juli im Centre Aquatique Olympique ausgetragen.

## Titelträger
| Olympiasieger | Tom Daley / Matty Lee  | 471,81 | Tokio 2020 |
| Weltmeister   | Lian Junjie / Yang Hao | 470,76 | Doha 2024  |

## Ergebnisse
| Rang | Athleten                                | Nation         | Sprung | Sprung | Sprung | Sprung | Sprung | Sprung | Gesamt |
| Rang | Athleten                                | Nation         | 1      | 2      | 3      | 4      | 5      | 6      | Gesamt |
| ---- | --------------------------------------- | -------------- | ------ | ------ | ------ | ------ | ------ | ------ | ------ |
| 1    | Lian Junjie Yang Hao                    | China          | 56,40  | 57,60  | 85,44  | 95,88  | 91,80  | 103,23 | 490,35 |
| 2    | Tom Daley Noah Williams                 | Großbritannien | 53,40  | 51,60  | 83,52  | 93,96  | 87,72  | 93,24  | 463,44 |
| 3    | Rylan Wiens Nathan Zsombor-Murray       | Kanada         | 53,40  | 51,60  | 78,72  | 83,25  | 75,48  | 79,68  | 422,13 |
| 4    | Kevin Berlín Randal Willars             | Mexiko         | 50,40  | 48,00  | 81,60  | 74,52  | 78,81  | 85,32  | 418,65 |
| 5    | Kirill Boljuch Oleksij Sereda           | Ukraine        | 48,60  | 48,60  | 76,80  | 76,80  | 74,37  | 87,48  | 412,65 |
| 6    | Domonic Bedggood Cassiel Rousseau       | Australien     | 51,00  | 48,60  | 76,80  | 72,96  | 64,38  | 81,00  | 394,74 |
| 7    | Timo Barthel Jaden Eikermann Gregorchuk | Deutschland    | 49,80  | 47,40  | 74,88  | 66,33  | 61,20  | 64,80  | 364,41 |
| 8    | Gary Hunt Loïs Szymczak                 | Frankreich     | 48,00  | 45,00  | 62,10  | 39,60  | 65,28  | 54,60  | 314,58 |